# Locarno-Klassifikation
Die Locarno-Klassifikation ist eine internationale Klassifikation der Waren für geschützte Designs, die durch ein internationales Abkommen im Bereich des gewerblichen Rechtsschutzes geregelt ist. Sie hat ihren Namen nach dem Ort Locarno, an dem 1968 ein völkerrechtlicher Vertrag über die Einteilung von Waren für Designs (in einigen Rechtsgebieten auch Geschmacksmuster genannt) als Abkommen von Locarno zur Errichtung einer Internationalen Klassifikation für gewerbliche Muster und Modelle beschlossen wurde.

## Organisation
Die dem internationalen Abkommen beigetretene Länder bilden einen „besonderen Verband“. Dessen Arbeit wird vom Internationalen Büro der WIPO koordiniert. Stand Januar 2019 sind 56 Staaten beigetreten. Die Klassifikation wird immer wieder angepasst.

## Umfang und Zweck
Derzeit teilt die Locarno-Klassifikation insgesamt 6.677 Waren ein, für die Designs angemeldet werden können. Sie sieht dabei 32 Hauptklassen und diverse Unterklassen vor. Gemäß Abkommen sind die Waren in Englisch und Französisch angegeben.
Bei der Anmeldung eines Designs müssen die Waren angegeben werden, in die das Design aufgenommen oder bei denen es verwendet werden soll. Hier dürfen nur Begriffe der Locarno-Klassifikation angegeben werden. Somit ist für jedes Design die Klasse und Unterklasse bekannt, und man kann auf Basis der Locarno-Klassifikation sprachenunabhängig eine Recherche in den relevanten Warengruppen durchführen. Zudem stellen die nationalen Behörden des gewerblichen Rechtsschutzes, meist die jeweiligen Patentämter, für die Waren der Klassifikation neben den verbindlichen Bezeichnungen in Englisch und Französisch auch Übersetzungen in Amtssprachen der beigetretenen Staaten zur Verfügung. Die Klassifikation erleichtert somit den Umgang mit geschützten Designs im internationalen Rechtsverkehr.

## Klasseneinteilung
Die Klassifikation umfasst eine Einteilung der Klassen und Unterklassen und, zur Erleichterung der Arbeit, eine alphabetische Liste der Waren mit Angabe der Klassen und Unterklassen, in die sie eingeordnet sind. Die Hauptklassen der Locarno-Klassifikation (12. Ausgabe, gültig ab 1. Januar 2019, deutsche Fassung des DMPA) sind:
| Klasse | Inhalt |
| ------ | --- |
| 01     | Nahrungsmittel |
| 02     | Bekleidung und Kurzwaren                                                                                                   |
| 03     | Reiseartikel, Etuis, Schirme und persönliche Gebrauchsgegenstände, soweit sie nicht in anderen Klassen enthalten sind      |
| 04     | Bürstenwaren |
| 05     | Nichtkonfektionierte Textilwaren, Folien (Bahnen) aus Kunst- und Naturstoffen                                              |
| 06     | Möbel |
| 07     | Haushaltsartikel, soweit sie nicht in anderen Klassen enthalten sind                                                       |
| 08     | Werkzeuge und Kleineisenwaren                                                                                              |
| 09     | Verpackungen und Behälter für den Transport oder den Warenumschlag                                                         |
| 10     | Uhren und andere Messinstrumente, Kontroll- und Anzeigegeräte                                                              |
| 11     | Ziergegenstände |
| 12     | Transport- und Hebevorrichtungen                                                                                           |
| 13     | Apparate zur Erzeugung, Verteilung oder Umwandlung von elektrischer Energie                                                |
| 14     | Apparate zur Aufzeichnung, Übermittlung oder Verarbeitung von Informationen                                                |
| 15     | Maschinen, soweit sie nicht in anderen Klassen enthalten sind                                                              |
| 16     | Fotografische, kinematografische und optische Artikel                                                                      |
| 17     | Musikinstrumente |
| 18     | Druckerei- und Büromaschinen                                                                                               |
| 19     | Papier- und Büroartikel, Künstler- und Lehrmittelbedarf                                                                    |
| 20     | Verkaufs- und Werbeausrüstungen, Schilder                                                                                  |
| 21     | Spiele, Spielzeug, Zelte und Sportartikel                                                                                  |
| 22     | Waffen, Feuerwerksartikel, Artikel für die Jagd, den Fischfang und zur Schädlingsbekämpfung                                |
| 23     | Vorrichtungen zur Verteilung von Flüssigkeiten, sanitäre Anlagen, Heizungs-, Lüftungs- und Klimaanlagen, feste Brennstoffe |
| 24     | Medizinische und Laborausrüstungen                                                                                         |
| 25     | Bauten und Bauelemente |
| 26     | Beleuchtungsapparate |
| 27     | Tabakwaren und Raucherartikel                                                                                              |
| 28     | Pharmazeutische und kosmetische Erzeugnisse, Toilettenartikel und -ausrüstungen                                            |
| 29     | Vorrichtungen und Ausrüstungen gegen Feuer, zur Unfallverhütung und Rettung                                                |
| 30     | Artikel für das Halten und Pflegen von Tieren                                                                              |
| 31     | Maschinen und Apparate für die Zubereitung von Nahrung oder Getränken, soweit sie nicht in anderen Klassen enthalten sind  |
| 32     | Grafische Symbole und Logos, Zierelemente für Oberflächen, Verzierungen                                                    |

Die Zahl der Unterklassen pro Hauptklasse variiert.